# Halles de Dole
Les halles de Dole, aussi appelées marché couvert de Dole, sont des halles abritant les quatre marchés hebdomadaires de Dole, dans le département du Jura. Érigé en 1883, le bâtiment actuel fait face à la collégiale Notre-Dame de Dole et prend la place de l'ancien Parlement.

## Historique
Le site occupé par les halles a d'abord accueilli le parlement de la ville, dès 1422.
Le bâtiment actuel est réalisé en 1883, après la destruction de l'ancien marché couvert dont seule subsiste une tourelle.
Le nouvel édifice est de style « Baltard », en brique, fonte, fer et verre, sur le modèle des anciennes Halles de Paris, tout comme la halle aux grains que la ville a fait construire un an plus tôt, au bord du canal des Tanneurs (devenue au début des années 1920 une salle des fêtes, avant d'être démolie en 1969 au profit du parking Garibaldi).

## Les halles aujourd'hui
Actuellement, les halles accueillent jusqu'à une vingtaine d'échoppes, les mardis, jeudis et samedis matin et les vendredis soir. Il existe une association des commerçants du marché couvert.